# Nightmare in A-Minor
Nightmare in A-Minor – trzeci i ostatni studyjny album amerykańskiej grupy Gravediggaz, wydany został 9 kwietnia 2002 roku nakładem Empire Musicwerks. Na albumie zabrakło RZA i Prince'a Paula którzy opuścili grupę. Podczas nagrywania albumu niespodziewanie na raka jelita grubego zmarł Too Poetic i to jemu jest dedykowany album.

## Lista utworów
Informacje o utworach pochodzą ze strony Discogs
1. Mike Check Intro: Prince Paul (Skit) – 0:38
2. Bloodshed -4:49
3. False Things Must Perish – 4:22
  - Producent: Frukwan, Too Poetic
  - Gościnnie: Prodigal Sunn
4. Last Man Standing (Skit) – 2:18
  - Producent: LG
5. Killing Fieldz – 3:48
  - Producent: Diamond J, Too Poetic
6. Burn Baby Burn – 4:24
  - Producent: True Master
7. Wanna Break – 4:03
  - Producent: Frukwan
8. God – Vs – Devil – 2:16
9. Zig Zag Chamber – 4:13
  - Producent: Frukwan
10. Today's Mathematics – 4:35
  - Producent: Too Poetic
11. Running Game On Real – 3:57
  - Producent: Frukwan
12. East Coast – Vs – West Coast (Skit) – 0:23
13. Rest In Da East – 4:17
  - Producent: Frukwan
14. Guard Ya Shrine – 2:16
  - Producent: Too Poetic
15. Nightmare In A-Minor – 4:32
  - Producent: True Master
  - Gościnnie: 4th Disciple, Beretta 9
16. End Of Da World – 3:23
  - Producent: Too Poetic
17. Man Only Fears – 3:57
  - Gościnnie: Shogun
18. Universal Shout Outs (Skit) – 2:48
  - Producent: Too Poetic
19. Da Crazies (Skit) – 0:49
  - Producent: Frukwan